# 岡萌乃
岡 萌乃（おか もえの、1993年7月14日 - ）は、日本の女子バスケットボール選手である。ポジションはパワーフォワード。Wリーグの東京羽田ヴィッキーズ所属。

## 来歴
兵庫県出身。
大阪薫英女学院高校でインターハイ準優勝、大阪人間科学大でインカレ3位。
卒業後、山梨クィーンビーズ加入。
2017-18より主将。
Wリーグオールスター2022-2023にも選出。
2023年、山梨クィーンビーズ退団。東京羽田ヴィッキーズに移籍。